# Qiandaomeer
Het Qiandaomeer (vereenvoudigd Chinees: 千岛湖, traditioneel Chinees: 千島湖, pinyin: Qiāndǎo Hú, vertaling: Duizend Eilandenmeer), is een kunstmatig zoetwatermeer (stuwmeer) in de Chinese plaats Chun'an, provincie Zhejiang. Het meer is ontstaan door de bouw van de waterkrachtcentrale in de Qiantangrivier in 1959. Deze rivier is de grootste in- en uitstroom van het stuwmeer.
In het meer liggen 1078 eilanden en de stad Shi Cheng. Doordat de plaats is verdronken, wordt het ook wel het Atlantis van China genoemd.

## Geschiedenis
Voordat het Qiandaomeer ontstond lag er de stad Shi Cheng in een vallei. De stad ontstond gedurende de Oostelijke Han-dynastie en kreeg de naam Leeuwenstad vanwege de nabijgelegen Vijf Leeuwenberg (Wu Shi Shan). De stad werd verdedigd door vijf stadspoorten, in tegenstelling tot de normale vier. Elke windstreek heeft één eigen poort, behalve het Westen waar er twee staan. Elke poort is voorzien van een toren. Gebouwen die nog bestaan stammen uit onder andere de Ming en Qing-dynastiën. De stadsmuur is vermoedelijk uit de 16e eeuw. Binnen de muren staan er ook nog 265 bogen, sommige zijn voorzien van leeuwen, draken, feniksen of inscripties. In 1959 zou de stad een kleine 300.000 inwoners tellen en besloeg ongeveer een halve vierkante kilometer.
In dat jaar werd de Xinanjiang Dam gebouwd, waarna de vallei met de stad onder water kwam te staan. Vergelijkbaar met het Franse Tignes, zeven jaar eerder. Alles wat onder de 108 meter boven zeeniveau ligt, is onder water komen te staan. Door deze waterhoogte ligt de stad op een diepte van 30 tot 40 meter onder water.
In 2001 werd de stad herontdekt naar aanleiding van een georganiseerde expeditie van de Chinese overheid. Omdat de stad nog niet volledig in kaart is gebracht, is het duiken beperkt tot ervaren duikers die aantoonbare ervaring hebben met bepaalde vormen van duiken. Het gebied trekt toeristen en er zijn initiatieven om de stad ook toegankelijk te maken voor mensen die niet kunnen duiken.
Het water in het meer wordt gebruikt als water voor het watermerk Nongfu Spring.

## Eilanden
De eilanden, totdat het meer ontstond waren het nog heuvels en bergen, hebben namen zoals: Slangeneiland, Apeneiland en Eiland om je te herinneren aan jouw jeugd.